# Ernie Robinson
Ernest George (Ernie) Robinson (Shiney Row, 21 januari 1908 – Vancouver, 22 mei 1991) was een Engels voetballer en voetbalcoach. Hij kwam voor verschillende Engelse voetbalverenigingen uit. Als trainer was hij voornamelijk actief in Nederland, waar hij de bijnaam Mister kreeg.

## Loopbaan
Robinson, die oorspronkelijk mijnwerker was, kwam als voetballer vanaf 1929 uit voor Notts County FC, Nelson FC, Tunbridge Wells Rangers, Barnsley FC, Sheffield United FC, Carlisle United FC en Lincoln City FC. Hij speelde als rechtsback. In 1939 zorgde het uitbreken van de Tweede Wereldoorlog voor een einde van zijn actieve loopbaan. 
Na de oorlog werd Robinson voetbalcoach. Hij trainde van 1948 tot 1950 Erith & Belvedere. Vanaf 1950 was hij coach van Sportclub Enschede. Van 1954 tot 1958 trainde hij Rigtersbleek en van 1958 tot 1961 Helmondia '55. Daarna keerde hij terug bij SC Enschede. Aanvankelijk leidde hij de jeugdopleiding, maar in november 1961 volgde hij František Fadrhonc op als hoofdtrainer. Vanaf seizoen 1962/63 was hij de tweede trainer naast Friedrich Donenfeld. Na de fusie in 1965 van SC Enschede met Enschedese Boys tot FC Twente, verhuisden Robinson en Donenfeld naar de nieuwe vereniging. Nadat het eerste seizoen met een teleurstellende twaalfde plaats was geëindigd, maakten zij plaats voor Kees Rijvers en Spitz Kohn.
Robinson was vervolgens van 1966 tot 1971 trainer van de amateurclubclub Hengelo. Na zijn loopbaan emigreerde hij met zijn vrouw naar Canada, waar hij in 1991 op 83-jarige leeftijd overleed. 